# Metemptose
Die Metemptose (von griech. ἐμπίπτειν empiptein, hineinfallen) bezeichnet im gregorianischen Kalender die Schaltregel, nach der die Schalttage in Säkularjahren, also Jahren, deren Zahl ohne Rest durch 100 teilbar (z. B. 1700, 1800, 1900), ausfallen, aber durch Anwendung der Sonnengleichung in den Jahren, die ohne Rest durch 400 teilbar sind (z. B. 1600, 2000), verbleiben.